# Polk County (Missouri)
Polk County is een county in de Amerikaanse staat Missouri.
De county heeft een landoppervlakte van 1.650 km² en telt 26.992 inwoners (volkstelling 2000). De hoofdplaats is Bolivar.